# 异茚
异茚（英語：Isoindene）是一种可燃的多环不饱和烃，化学式C9H8，是茚的同分异构体，可看做环己二烯与环戊二烯环融合形成的化合物。